# Sekundus z Vittimulo
Sekundus z Vittimulo, również Sekundus z Salussoli, wł. Secondo di Vittimulo/Salussola, niegdyś Secondo di Ventimiglia (ur. w Tebach w Górnym Egipcie, zm. ok. 286 lub 306 w Vittimulo w Italii) – oficer legendarnej Legii Tebańskiej, primicerius obok św. Maurycego, męczennik i święty Kościoła katolickiego.
Pochodził z Tebaidy lub z miasta Teby. Był podkomendnym centuriona św. Maurycego i młodszym oficerem (porucznikiem) chrześcijańskiego legionu stacjonującego w Agaunum (dzisiejsze Saint-Maurice d'Agaune w Szwajcarii). Na wezwanie cesarzy Dioklecjana i Maksymiana opuścił Agaunum by stłumić rebelię Bagaudów.
W międzyczasie w Agaunum Legia została zdziesiątkowana za odmowę złożenia hołdu cezarowi Maksymianowi jako bogu i złożenie ofiary bogom starorzymskim. Sekundus w drodze powrotnej do obozu z Galii zatrzymał się w Vittimulo położonym w dolinie pomiędzy miastami Salussola a Dorzano. Było to jedno z wielu miejsc dostaw żywności i odpoczynku w nocy, założonych przez Augusta, rozsianych po całym Cesarstwie Rzymskim. Tu otrzymał termin odstąpienia od wiary w Jezusa Chrystusa, a odmówiwszy poniósł śmierć przez ścięcie jako przykład dla towarzyszy.
Wcześniej sądzono, że Sekundus poniósł śmierć w Ventimiglia, które w starożytności należało (wraz z Vercelli, Biella i Vittimulo) do Ligurii, IX Regionu Italii. Na początku XVII wieku, na podstawie średniowiecznych dokumentów w archiwach kościoła Vercelli, Monsignor Ferrari precyzyjnie zlokalizował miejsce męczeństwa, jako Vittimulo (łac. Victimulum).

## Relikwie, świątynie i patronat
Przy grobie Sekundusa potajemnie spotykała się i modliła mała miejscowa wspólnota chrześcijańska, która zachowała sobie szczątki męczennika za wiarę jako relikwie. Po edykcie mediolańskim (313) jego kult stał się publicznym i wkrótce wzniesiono pierwszy mały kościół na cześć jego męczeństwa w Bielli. W czasach urzędowania biskupa św. Euzebiusza (+371) w diecezji Vercelli podniesiono go do rangi kościoła parafialnego a Sekundusa obrano za patrona. Tablica pamiątkowa z V lub VI wieku znajduje się obecnie w muzeum Museo di Biella Civico. Drugi kościół wybudowany w Magnano w XI wieku (wł. San Secondo di Magnano) przetrwał do dzisiejszych czasów.
Do VIII lub IX wieku relikwie świętego znajdowały się w Vittimulo. W 906 kościół zniszczyli Saraceni, a szczątki przeniesiono do benedyktyńskiego opactwa św. Andrzeja w Novalesa (wł. Abbazia di Novalesa). Jako że oba miasta znajdowały się przy jednej z głównych dróg Alp Kotyjskich (Via Francisca) w obawie przed kolejną inwazją koczowników mnisi uciekli do Turynu zabierając relikwie Sekundusa wraz z innymi relikwiami świętych i rękopisami starożytnych znajdując schronienie w kościele świętych Andrzeja i Klemensa. W 990 roku powrócili do Novalesa, przekazując głowę świętego biskupowi Panteio w Ventimiglia, która przechowywana jest i nadal czczona w miejscowej katedrze. Cząstkę z tego Panteio przekazał do Susy k. Novalesy, jako dowód wdzięczności dla legata papieskiego za poświęcenie kościoła Świętej Maryi znajdującego się w okolicy zbezczeszczonego przez Saracenów klasztoru. Reszta szczątków Sekundusa pozostała w Turynie i znajduje się pod ołtarzem w turyńskiej katedrze św. Jana Chrzciciela.
W 1505 roku wybudowano w katedrze Vintimiglia ołtarz na cześć świętego i gdy w 1579 panowała w mieście i okolicy wielka epidemia, społeczeństwo modląc się za jego wstawiennictwem uwolniło się od niej.
W 1602 roku św. Sekundus, w dowód wdzięczności za ocalenie miasta, został patronem Vintmiglia i od tego roku jego święto obchodzone jest 26 sierpnia. Po kolejnej zarazie w okolicy, w 1630 roku, Sekundus został patronem Turynu, a w 1657 powstało bractwo jego imienia.
Jeszcze na początku X wieku św. Sekundus wspominany był w Vercelli jako patron 28 sierpnia, jednak jego kult stopniowo zanikał z powodu utraty relikwii. W 1000 roku w archiwach diecezji figurował w lokalnym kalendarzu, natomiast w 1504 roku nie został już ujęty w brewiarzu. W 2004 roku przywrócono Sekundusa do kalendarza diecezjalnego Bielli.
Święty Sekundus jest patronem przeciw zarazie obok świętych: Rocha, Sebastiana, Fabiana i Karola.
Nie należy mylić Sekundusa z Vittimulo z wcześniej zmarłym Sekundusem, męczennikiem straconym w Asti 30 marca ok. 119 roku.